# Strandråg
Strandråg (Leymus arenarius) är en flerårig ört tillhörande familjen gräs. Synonymt med Sandhavre.

## Utseende
Arten är högväxt och växer i grupp. Bladen är breda, tjocka och har en något vitgrön ton. Blomställningen har ett enda tvåsidigt ax som i sin tur har småax sittande i två rader med 2-3 småax vid varje led. Varje småax innehåller 3-5 blommor. Skärmfjällen är smala, håriga och täcker hela småaxet. Småaxen saknar borst.

## Utbredning och biotop
Arten växer mestadels på sandiga, grusiga stränder eller sandig strandmark men ibland även i sandiga områden inåt landet. Trivs mycket bra även i sanddyner och flygsand. Den förekommer längs hela de norska, svenska, finska kusterna samt även fläckvis inåt landet. Förekommer överallt i Danmark. Den har till och med planterats ut på många håll på grund av sin förmåga att binda flygsand.

## Artens namn
Carl von Linné klassificerade ursprungligen arten i växtsläktet Elymus, vilket sedan Christian Ferdinand Hochstetter kom att revidera till Leymus arenarius, det namn som används idag. Artepitetet kommer av latinets arena som betyder sand, vilket åsyftar artens vanligaste biotop.
Äldre svenska regionala namn är Elm, Sandelm, Strandelm, Strandhavre och Gåshavre.

## Galleri

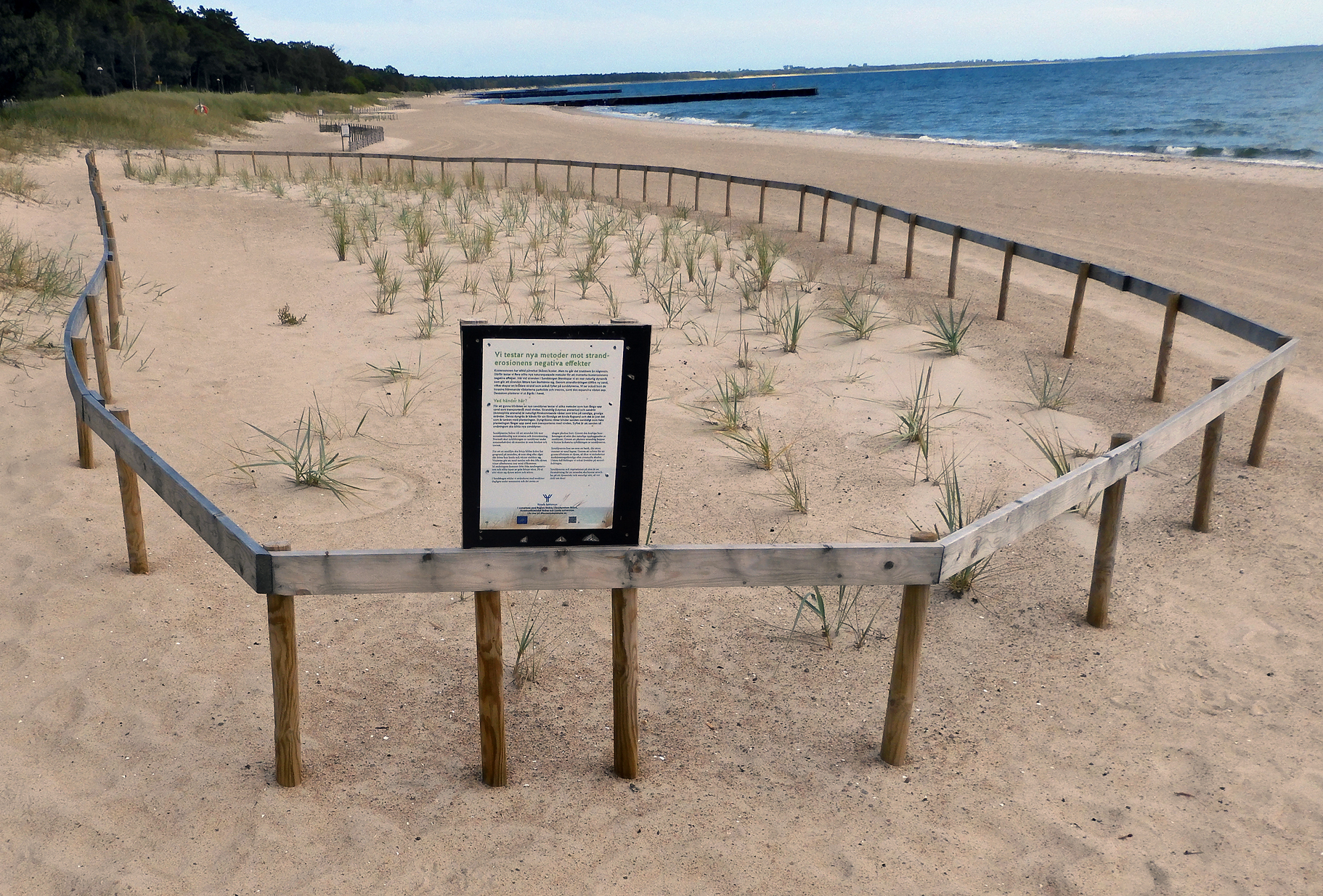
Plantering av strandråg vid Ystad Saltsjöbad till skydd mot kusterosion.
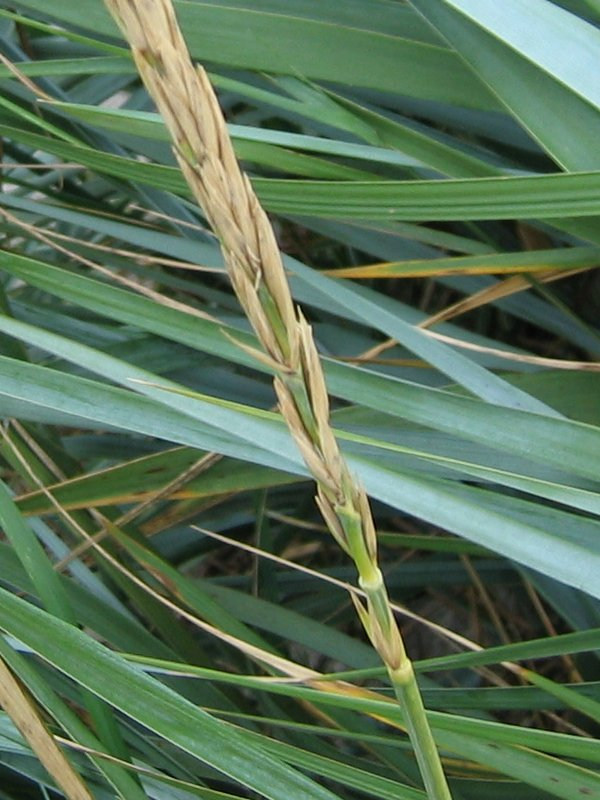
Strandrågens ax.
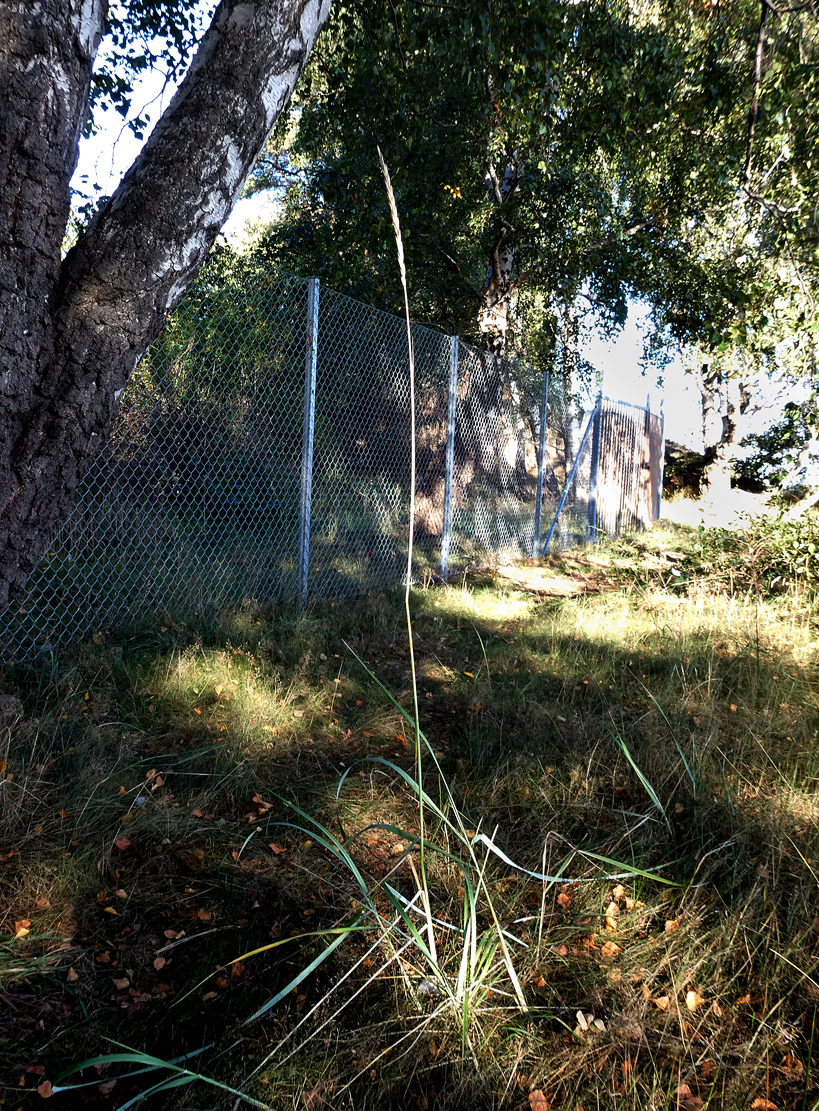
Strandråg 153 cm hög.